# 에드워드 웨스턴

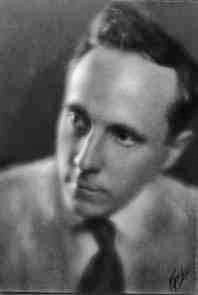

에드워드 헨리 웨스턴 (1886년 3월 24일 – 1958년 1월 1일)은 미국 사진가이자 그룹 F/64의 공동 창설자였다. 그의 작품 대부분은 8x10인치 뷰 카메라로 촬영되었다. ‘’뉴욕 타임즈’‘ 신문은 2008년 4월 14일 소더비 경매에서 그의 사진이 뉴욕의 예술품 구매자에게 160만 달러에 팔렸다고 보도했다.

## 삶과 작품
에드워드 헨리 웨스턴은 일리노이 하이랜드 파크에서 1886년 3월 24일에 태어났다. 1902년, 그는 16번째 생일날 그의 인생의 첫 카메라 코닥 불스아이 #2를 선물로 받았으며, 시카고 공원과 그의 이모의 농장에서 사진 촬영을 시작하였다. 웨스턴은 곧 빠르게 성공의 가도에 올라섰고 시카고 예술 협회는 1년 후인 1903년 그의 사진을 전시하였다. 그 후 그는 일리노이 사진 대학에 입학하였다.
1906년 웨스턴은 캘리포니아로 이주하였으며, 그곳에 정착하여 사진을 직업으로 삼기로 결정하였다. 1909년엔 플로라 메이 챈들러와 결혼하였으며, 네 명의 아들(에드워드 챈들러 (1910), 씨어도어 브렛 (1911), 로렌스 (1914), 콜 웨스턴 (1919)을 가졌다. 1910년에는, 캘리포니아 트로피코 (현 글렌데일)에 그의 첫 사진 스튜디오를 열고, 그의 자유로운 초상화법에 관한 논문을 여러 잡지에 기고하였다.
1922년 웨스턴에게 있어 전환의 시기였다. 이 시기에 스트레이트 사진을 위해 픽토리얼리즘을 포기한 그는, 이후 인물, 조개, 식물, 풍경 등의 자연스러운 형태의 이미지를 통해 “정확하고 날카로운 묘사의 선구자”로 알려지게 되었다. 또 그의 직업상 파트너 티나 모도티와 함께 정기적으로 멕시코를 방문하기 시작하였는데, 그녀와의 관계는 미디어에서 여러 가십거리를 낳았다. 그들은 종종 웨스턴의 아들 한 명과 동행하여 멕시코를 여행하였는데, 그것은 아들들에게 사진 분야에 있어 커다란 영향을 끼쳤다. 실제로 브렛과 콜은 이후 이 분야에 뛰어들어 성공적인 결과를 낳았으며, 그것은 그의 손자 킴 웨스턴과 증손녀 크리스틴 웨스턴 (1958년생)에게도 마찬가지였다.
1927년 후, 웨스턴은 누드와 정물(특히 조개나 식물), 풍경 등을 대상으로 주로 작업을 하였다. 뉴욕 시에서 열린 그의 몇 번의 전시회 이후, 그는 그룹 F/64를 안셀 아담스, 윌라드 반 다이크 등등과 함께 창설하였다. F/64란 대형 카메라의 피사체 심도를 크게 올려, 전방과 후방의 날카로운 묘사를 가능하게 하는 조리개 수치를 의미한다. 웨스턴은 사진 확대를 자제하면서 높은 선예도를 얻을 수 있었다. 그는 4X5” 또는 8X5” 네가티브로 밀착 인화를 하였다. F/64가 지지했던 정밀한 스트레이트 사진은 당시 유행했던 픽토리얼리즘의 부드러운 테두리를 가진 사진들과는 반대되는 것이었다.
1937년, 웨스턴은 솔로몬 R. 구겐하임 재단의 평의원 직을 맡았는데, 이는 사진작가에게는 처음으로 주어진 것이었다. 그 다음 해 그는 그의 조수 채리스 윌슨과 결혼하였다 (이미 1934년부터 동거를 하고 있었으며, 1946년 이혼하였다). 이 시기에 그는 독점 커미션을 받으면서 여러 책을 출판하였는데, 그중에는 윌슨과 공동 저술한 것과 그의 사진들을 실은 월트 위트먼의 ‘’풀잎’‘의 개정판 등이 포함되어 있었다. 1947년에는 윌라드 반 다이크와 함께 칼라 사진도 작업하였다. 또한 1946년부터는, 사진 비평가 낸시 뉴홀과 여러 권의 사진집을 내기도 하였다.
투스콘에 위치한 애리조나 대학의 사진 창작 센터(Center for Creative Photography)는 에드워드 웨스턴의 작품 전작을 보관하고 있다.

## 투병과 죽음
파킨슨병에 걸린 상태에서, 웨스턴은 1948년 노보스 파크에서 마지막 사진들을 촬영하였다. 1952년에는 그의 작품 활동 50주년 기념 포트폴리오가 그의 아들 브렛에 의해 출판되어 빛을 보았다.
에드워드 웨스턴은 캘리포니아 빅 서의 카멜 하이랜드 와일드캣 언덕의 집에서 1958년 1월 1일 71세의 나이로 사망하였다.

## 유산
그의 유산 중 하나로는 1920년대 중반부터 1934년까지 그가 규칙적으로 기록한 ‘’일기장’‘이 있는데, 이는 그의 개인적 삶, 사진관, 작업 방식에 대해서 가까이 관찰할 수 있는 기회가 된다. 웨스턴은 일반적으로 20세기의 가장 위대한 사진작가 중 한 명으로 비춰진다.

## 사진들
대표작: "Pepper #30"; "Dunes, Oceano", "Nude, 1936"
가격 역사:

1970년대: $500 - $1,500

1980년대: $3,000 - $50,000

1990년대: $10,000 - $300,000

현재: $5,000 - $160만
그의 사진 대부분은 귀하고 번호가 붙지 않아있으며, 빈티지 사진은 소수만이 존재한다.
칭송받는 사진작가임에도 불구하고, 그는 살아생전 자신의 작품을 7-10 달러의 저렴한 가격에 팔면서 생계를 유지하였다. 이제, 그 사진들은 가치가 만 배 이상 상승하였다.

## 인용구
“사진이란 아마추어에게는 재창조요, 프로에게는 작업, 그것도 힘든 작업이다. 설령 그 작업이 재미있는 작업이라고 해도 말이다. "
"카메라는, 광택을 낸 강철이든 맥이 뛰는 피부든 간에, 그 자체의 순수한 정수를 전달하는, 삶의 기록을 위해 사용되어야 한다."
"저항의 의지가 아닌 이상 학교에서 무언가 배울 수 있다는 말은 믿을 수 없다. "
"나는 예술적인 효과가 개입하지 않고도 렌즈가 직접적으로 전달할 수 있는 진실한 미를 원한다."

## 선정된 출판물들
- Edward Weston: The Last Years in Carmel
- Edward and Brett Weston: Dune
- The Daybooks of Edward Weston
- Edward Weston: Nudes
- Portraits by Edward Weston
- Tina Modotti & Edward Weston: The Mexico Years
- Edward Weston: His Life
- Edward, Cole, Kim Weston: Three Generations of American Photography
- Edward Weston: 1886-1958
- Edward Weston (Masters of Photography 시리즈)
- Laughing Eyes (에드워드와 콜 웨스턴 간에 오고간 편지 묶음)
- Through Another Lens: My Years with Edward Weston 저자 채리스 윌슨과 웬디 마다 (1998) ISBN 0-86547-521-0